# Dărmănești, Dâmbovița
Dărmănești là một xã thuộc hạt Dâmbovița, România. Dân số thời điểm năm 2002 là 8015 người.